# Alexandre Burger
Pour les articles homonymes, voir Burger.
Alexandre Burger, né en 1920 à Bussigny et mort le 10 février 2009 à Genève, est un journaliste suisse.

## Biographie
De 1955 à 1958 Alexandre Burger, rédacteur en chef de L'Ordre professionnel, débute à la Télévision suisse romande comme commentateur pour des reportages sur l'armée, en particulier sur l'aviation. En 1958, René Schenker l'engage comme collaborateur permanent. Au début de cette télévision (1954), comme il fallait tout faire, tout inventer et mettre en place les structures, Alexandre Burger était à la fois animateur et journaliste. À partir de 1959, il produit l'émission Continents sans visa et il anime aussi, dès 1958, les émissions médicales Progrès de la médecine avec Jean-Claude Diserens.
En 1965, il est nommé chef du département de l'information puis cinq ans plus tard, il devient directeur adjoint de la TSR. Depuis 1973 et jusqu'à son départ à la retraite à 62 ans, il dirige les programmes de la chaîne,.